# Trolleybus de Katmandou
Le trolleybus de Katmandou était un réseau de transports en commun de l'agglomération de Katmandou, au Népal. Ouvert en 1975, la ligne unique, qui reliait Katmandou à Bhaktapur, fonctionne jusqu'en 2008. Sa fermeture définitive est confirmée en 2009. Il s'agit de la seule ligne de trolleybus à avoir jamais fonctionné dans le pays.

## Histoire
Fournie par la république populaire de Chine, l'unique ligne du réseau est mise en service le 28 décembre 1975,.
Au début du XXIe siècle, le réseau traverse une période de turbulence. Le fonctionnement de la ligne est interrompu de décembre 2001 à septembre 2003 en raison de difficultés techniques, mais aussi financières et politiques. Lors de sa remise en service en 2003, la ligne est amputée de moitié ; la portion de ligne menant à Surya Binak n'est alors plus desservie.
Le fonctionnement de la ligne est à nouveau interrompu fin novembre 2008,. La fermeture définitive du réseau est annoncée officiellement en novembre 2009.

## Annexe